# Le Chant de Susannah
Reproduction
Le Chant de Susannah (titre original : Song of Susannah)  est un roman de l'écrivain américain Stephen King publié aux États-Unis en 2004 et publié en France en 2005. Il s'agit du sixième et avant-dernier tome de la série La Tour sombre, et la suite directe de Les Loups de la Calla.

## Résumé
L'histoire reprend alors que les loups de la Calla ont été vaincus. Mais Susannah, dont le combat intérieur ne fait que commencer, est partie pour le New York de 1999 par la porte dérobée, emportant avec elle la Treizième Noire. Dès lors, Roland et son ka-tet vont avoir à se diviser afin de rattraper Susannah. Mais il leur faut aussi récupérer le titre de propriété qui permettra de protéger définitivement la rose.
Susannah partage désormais son corps avec Mia, un ancien démon, qui a l'essentiel du contrôle du corps de la jeune femme. Mia a conclu un pacte avec Randall Flagg, renonçant à son immortalité démoniaque en échange du droit à porter un enfant (bien que biologiquement parlant, l'enfant soit celui de Roland et de Susannah car fécondé à partir du démon à la fois mâle et femelle avec qui ils ont eu tous deux des relations sexuelles). D'autre part, le Roi Cramoisi lui a promis qu'elle pourrait élever son enfant durant les premières années de sa vie. Tout ce que Mia a à faire en échange est de conduire Susannah au « Cochon du Sud », restaurant de New York où elle devra donner naissance à l'enfant.
Jake, Ote et le Père Callahan sont envoyés à New York où ils suivent la piste de Susannah. Ils retrouvent tout d'abord la Treizième Noire et l'enferment dans une consigne située dans les sous-sols du World Trade Center. Grâce aux indices laissés par Susannah pendant les brèves périodes où elle parvient à avoir un certain contrôle sur ses actes, ils parviennent par la suite jusqu'au « Cochon du Sud » et s'apprêtent à y entrer pour y donner l'assaut malgré leurs sombres pressentiments.
De leur côté, Roland et Eddie se retrouvent dans le Maine de 1977 où ils ont pour but de retrouver Calvin Tower, actuel propriétaire du terrain abritant la rose qui est la représentation de la Tour sombre dans notre monde. À leur arrivée, les deux pistoleros se retrouvent pris dans une embuscade organisée par les hommes d'Enrico Balazar, parrain de la mafia qui cherche lui aussi à racheter le terrain. Ils parviennent à s'échapper avec l'aide d'un habitant de la région nommé John Cullum et finissent par convaincre Calvin Tower de leur céder sa propriété. Ils apprennent incidemment que l'écrivain Stephen King, dont ils ont trouvé un livre dans la grotte de la porte, habite la région et se décident à lui rendre visite. Roland hypnotise King et découvre que l'auteur est une sorte de médium chargé de relater leur quête de la Tour sombre. Il le persuade de continuer à écrire l'histoire, projet que King avait abandonné car il était persuadé que des forces surnaturelles étaient prêtes à le tuer s'il s'obstinait à vouloir le mener à bien.

## Accueil
Le roman est resté dix semaines (dont 1 semaine à la première place) sur la New York Times Best Seller list, y apparaissant directement à la première place le 27 juin 2004. 